# Domoni
För andra betydelser, se Domoni (olika betydelser).
Domoni är en ort på ön Anjouan på Komorerna, och är den fjärde största i orten landet. Den hade 10 073 invånare år 2003.